# ロバート・ハインデル
ロバート・ハインデル（Robert Heindel、1938年 - 2005年7月3日）は、アメリカ合衆国オハイオ州生まれの画家。1960年代よりバレエやミュージカルを主題とした作品を描く。1978年、ダラスバレエ団をモチーフとした作品が、ハミルトンキング賞を受賞した。

## 略歴
1938年、オハイオ州トレドに生まれる。1962年、デトロイトへ移住し、アートスタジオに就職、独学で絵画を修学する。1963年、偶然手に入れたチケットで観賞したイギリスロイヤル・バレエ団のショーに感銘を受け、ダンスおよびダンサーの躍動感を表現するために筆を取ることを決意。
1968年にコネチカット州に移住、『TIME』や『PLAYBOY』などの雑誌へイラストを寄稿。1978年にダンスをモチーフとした初の個展を開催した。1982年、ダラスバレエ団を題材にした作品が、全米イラストレーション協会よりハミルトンキング賞を受賞。名が知られるようになり、全国で個展や展示会を開催したが、その一方で、イラストレーターからファインアーティストへと転身。欧米の著名なバレエ団から公演前のリハーサルに招かれて取材を行うようになり、イギリス・オランダ・日本でも作品を発表。美術専門誌『ギャラリー・インターナショナル』では「現代のドガ」と称された。1986年、ミュージカル『キャッツ (ミュージカル)』『オペラ座の怪人』を描き話題となる。肺気腫が進行した2003年秋以降も自宅アトリエにて創作を続けたが、2005年、コネチカット州の自宅で死去。66歳であった。

## 親交
コレクターとして、ダイアナ、モナコのキャロライン王女（カロリーヌ・ド・モナコ）、高円宮憲仁親王などが知られ、クリント・イーストウッド、ジョージ・ルーカスや、『キャッツ』『オペラ座の怪人』などの作曲家アンドルー・ロイド・ウェバーなどからも敬愛された。草刈民代などとも親交があった。

## 作品
- 『ロバート・ハインデル作品集』（講談社、1997年、ISBN 978-4062086943）